# سولوی دومارتان
سولوِی دومارتان (فرانسوی: Solveig Dommartin‎؛ ‏ ۱۶ مه ۱۹۶۱ – ۱۱ ژانویهٔ ۲۰۰۷) بازیگر و فیلم‌نامه‌نویس اهل فرانسه بود.
از فیلم‌ها یا برنامه‌های تلویزیونی که وی در آنها نقش داشته‌است می‌توان به زیر آسمان برلین و خیلی دور، خیلی نزدیک اشاره کرد.